# Patronat de la Catequística (Figueres)
Patronat de la Catequística és un edifici del municipi de Figueres (Alt Empordà) protegit com a bé cultural d'interès nacional.

## Descripció
Edifici situat a davant del Parc Bosc. Es tracta d'un edifici de planta baixa i primer pis, de planta rectangular. A la planta baixa, presenta una portalada central que dona pas a la sala i al bar, dues portes laterals que condueixen als pisos i tres finestres laterals. Del primer pis destaca la tribuna central, amb un mosaic ornamental que representa a la família, flanquejada per finestres a les dues bandes. En un costat, un cos més endarrerit, té una sortida en balcó. Tot i tenir referències noucentistes, com la mesura i la simetria de la seva façana principal, l'immoble es pot emmarcar dintre el corrent racionalista dels primers anys 30. La lectura compositiva global és netament horitzontal, utilitzant recursos com la coberta plana acompanyada de la barana d'escala, les obertures apaïsades reforçades amb la fusteria adequada, i els ràfecs i motllures entre d'altres.

## Història
El 1932 va inaugurar-se, moment en què Figueres ja es veia plena d'homes amb idees laiques i lliure-pensants, que atacaven furiosament el Catolicisme.